# 212981 Majalitović
212981 Majalitović é um asteroide do cinturão principal que orbitam entre Marte e Júpiter. Ele possui uma magnitude absoluta de 18,1.

## Descoberta
212981 Majalitović foi descoberto no dia 14 de fevereiro de 2009 através do Observatório Astronômico de La Sagra.

## Características orbitais
A órbita de 212981 Majalitović tem uma excentricidade de 0,1674388 e possui um semieixo maior de 2,2557045 UA. O seu periélio leva o mesmo a uma distância de 1,878012 UA em relação ao Sol e seu afélio a 2,633397 UA.